# Hans Georg Nägeli

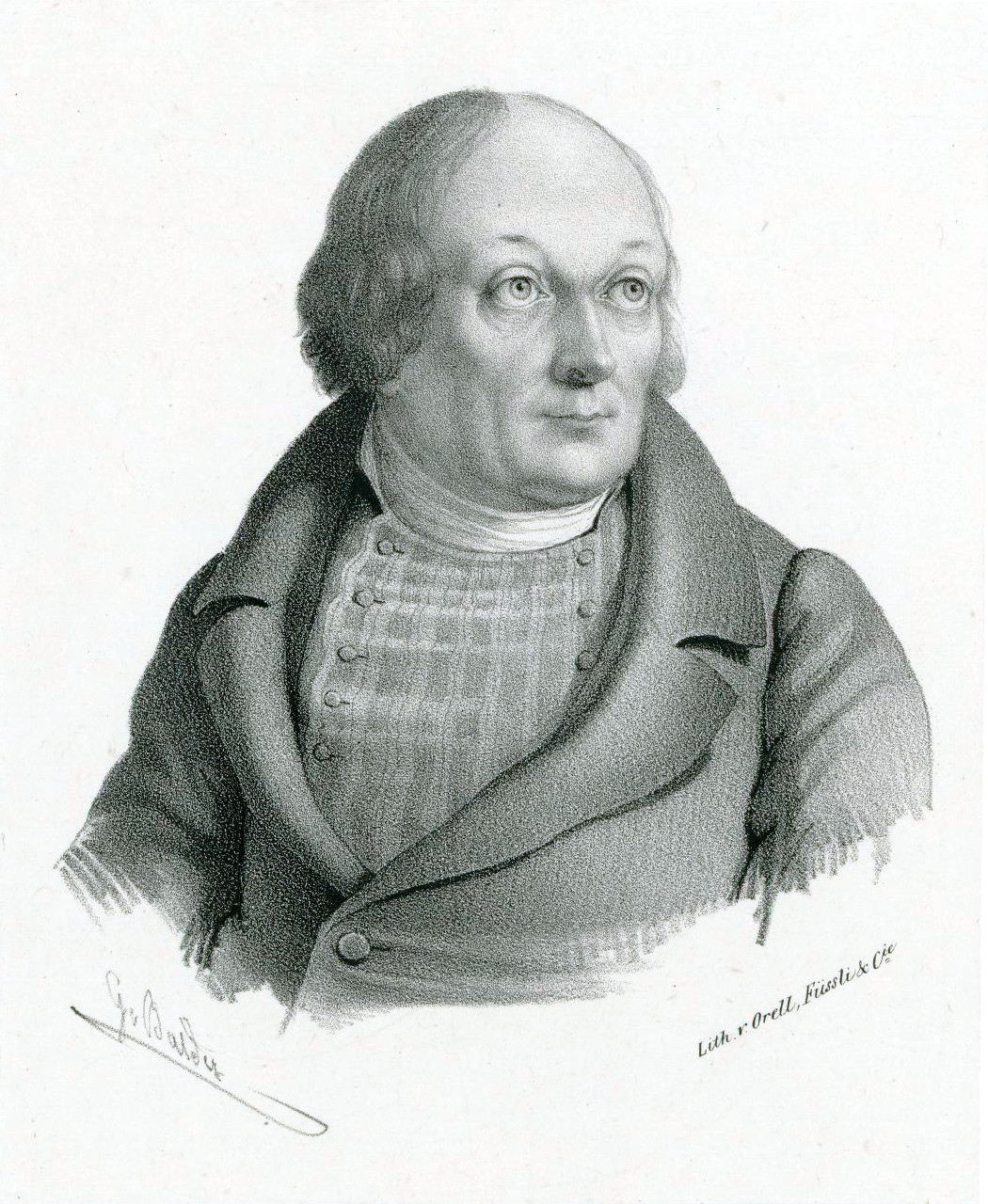
Hans Georg Nägeli, um 1830

Hans Georg Nägeli (* 26. Mai 1773 in Wetzikon, Kanton Zürich; † 26. Dezember 1836 in Zürich) war ein Schweizer Musikpädagoge, Verleger und Komponist.

## Leben

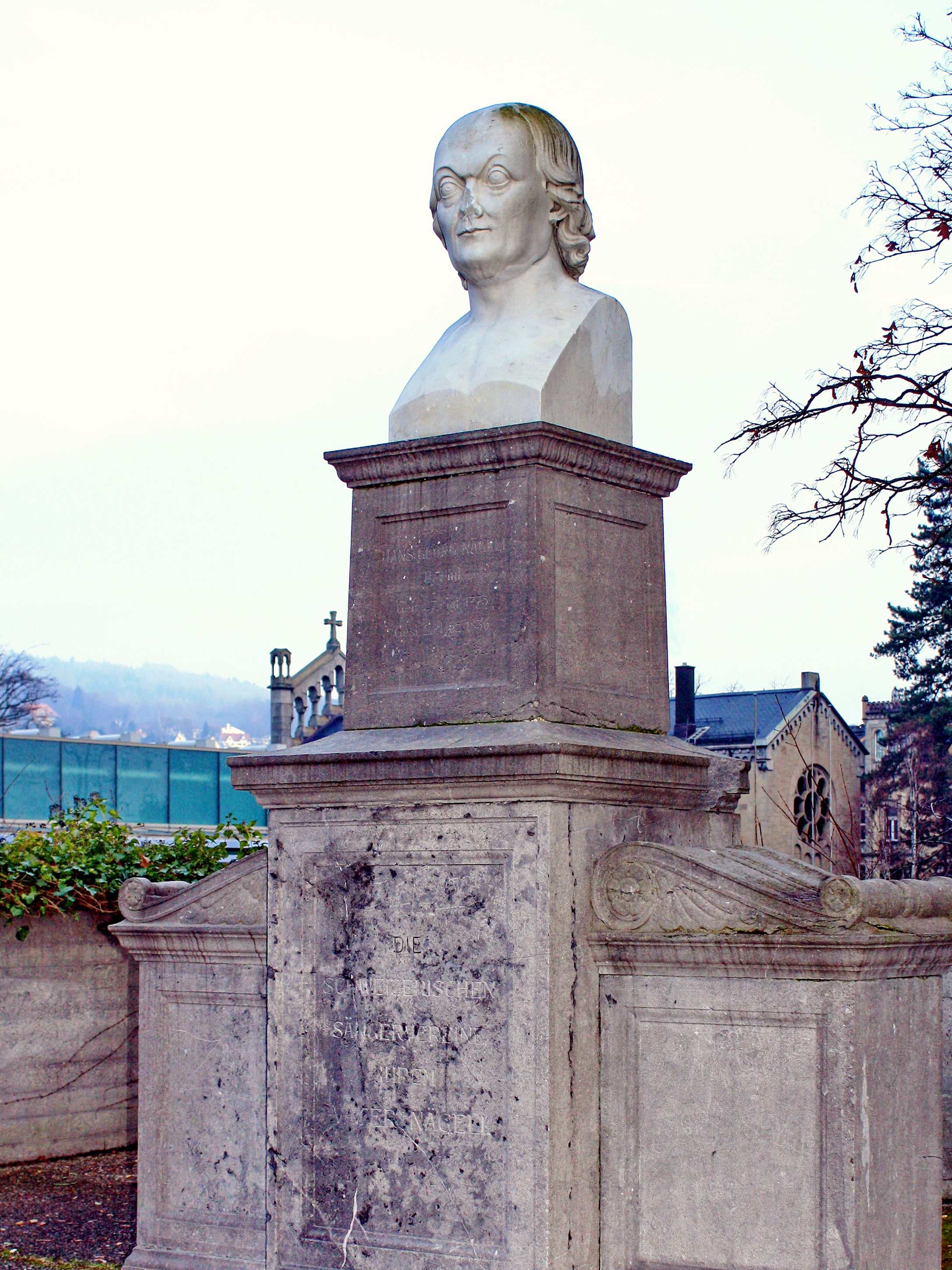
Denkmal Nägelis, von Johann Jakob Oechslin

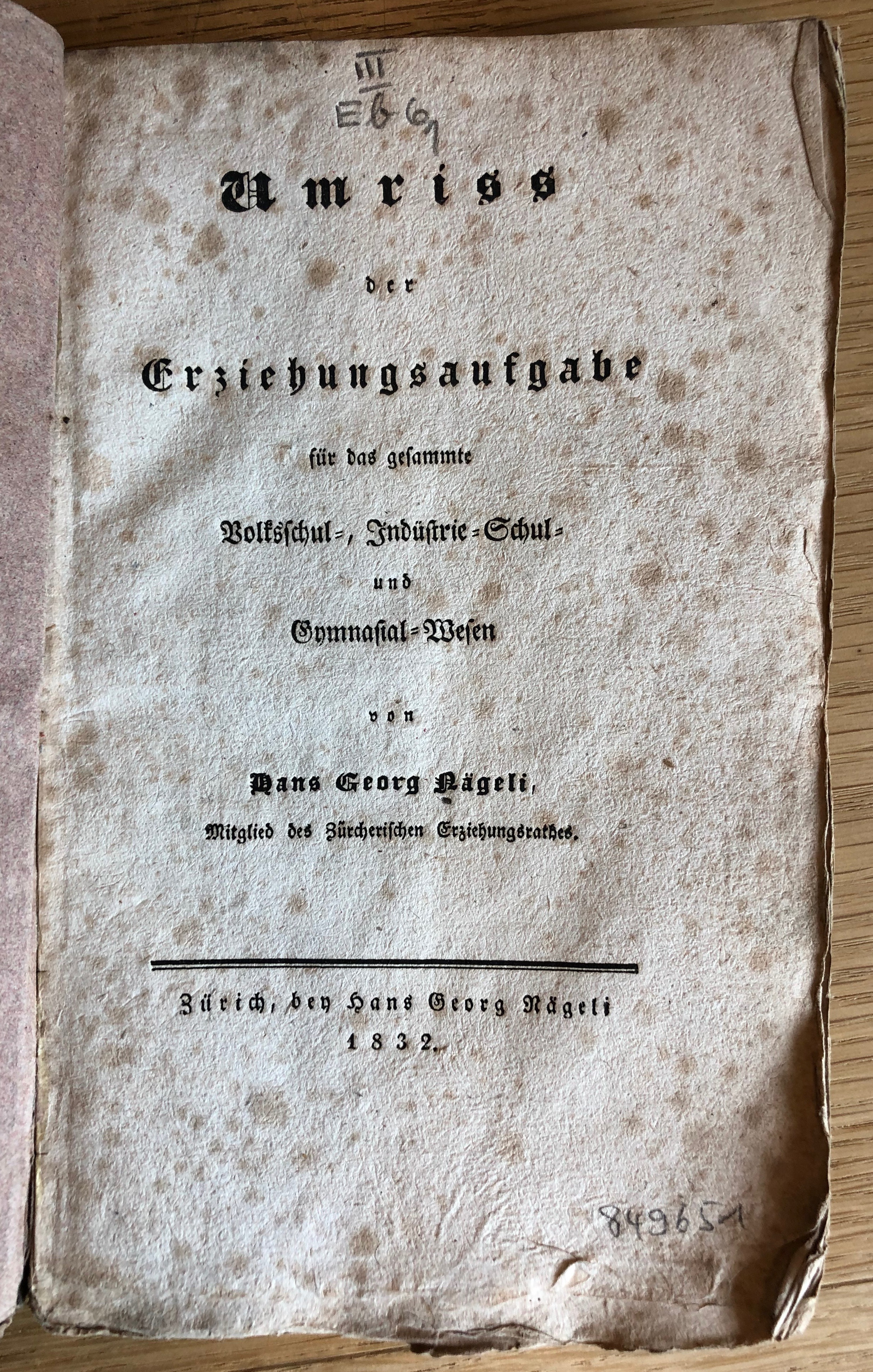
Titelblatt Umriss Erziehungsaufgabe für das Schulwesen, 1832

Hans Georg Nägeli wuchs als jüngster von vier Söhnen des Pfarrers und Musikers Hans Jakob Nägeli in Wetzikon auf. Er sang als Knabe in der Singgesellschaft Wetzikon, eine wichtige Inspirationsquelle für sein späteres Wirken. Bereits sein Grossvater Johann Caspar Nägeli war als aufklärerischer Pfarrer ein Pionier der Volkserziehung. Zu seinem Bruder Hans Konrad Nägeli hatte er ein enges Verhältnis. Nägeli galt als Wunderkind, da er bereits mit acht Jahren schwierige Klaviersonaten spielen konnte.
Mit 17 Jahren ging er nach Zürich, um ein Geschäft für Musikhandel zu eröffnen. Unterstützung fand er dabei durch den Wollfabrikanten Johann Conrad Nüscheler und den hessischen Pianisten Johann David Brünings, der sein Klavier- und Kompositionslehrer war und ihn bei Fragen der Geschäftsgründung beriet. Nägelis Eltern gaben ihm das Startkapital für sein Unternehmen, und er bezog das Haus in der Augustinergasse 24, von wo er auch sein Geschäft führte. Als Basis für den Geschäftseinstieg diente eine Leihbibliothek für Musiknoten, deren Abonnenten private Lesezirkel und Musikgesellschaften waren. Nägeli hatte dabei den gesamten europäischen Musikmarkt im Auge, um aktuelle Neuerscheinungen sofort ins Sortiment aufnehmen zu können. Nach Ablauf der Leihfrist konnten die Abonnenten die Noten bei ihm kaufen, was ihm das zweite und wichtigere Geschäftsfeld, den Musikhandel, eröffnete. Seine Musikhandelstätigkeit wurde 26 Jahre lang seine Haupteinnahmequelle, und er hatte Kontakte zu allen wichtigen Akteuren des Musiklebens seiner Zeit. Auch orientierte sich sein Musikhandel nicht an Sprachgrenzen. 1794 schaltete er im Weimarer Journal des Luxus und der Moden folgende Werbung für seinen Katalog:
«Es sind darinn nicht nur alle deutsche Editionen enthalten, sondern auch alle französische und viele italienische, englische und holländische, die zum Theil in Deutschland noch unbekannt sind.»
Allerdings hing Nägelis internationale Handelstätigkeit auch von den politischen Umständen in Europa ab, zum Beispiel in der Folge der Französischen Revolution.
Nägeli schuf vorwiegend Vokalmusik und war in seiner Heimat einer der Wegbereiter des Chorgesangs. Volksgut wurde sein «Freut euch des Lebens». In den Niederlanden wird es als Sinterklaaslied «Oh, kom er eens kijken» gesungen. Gemeinsam mit Georg Gessner, dem Schwiegersohn und Biographen des Pietisten Johann Caspar Lavater, schuf er das Lied «Lobt froh den Herrn ihr jugendlichen Chöre». Neben etlichen einflussreichen Lehrwerken verfasste er zahlreiche Liedsammlungen für Solostimme und Chor. In seiner Tätigkeit als Verleger ist besonders erwähnenswert, dass er 1801 erstmals Johann Sebastian Bachs «Das Wohltemperierte Klavier» verlegte. Nachdem Nägeli Ludwig van Beethoven ein Exemplar davon zugeschickt hatte, komponierte dieser ihm drei Sonaten (op. 31, 1–3). Allerdings fand die Zusammenarbeit kurz darauf ein Ende, nachdem er eigenhändige Takte eingefügt, allerdings auch wieder gestrichen hatte. Nägeli trat mit Beethoven 1824 erneut in Kontakt, dessen op. 53 er zudem veröffentlicht hatte. Beethoven bestätigte daraufhin Nägeli in einem Brief (dat. 9. September 1824, von Beethoven an Nägeli) seine und Erzherzog Rudolphs Subskription auf Nägelis Gedichtband Liederkränze, der 1825 erschien. Auch bestärkte Beethoven Nägeli, seine Vorlesungen über Musik mit Berücksichtigung der Dilettanten dem Erzherzog zu schicken und sie diesem ggf. sogar zu widmen. Beethoven bekundete auch eigenes Interesse an den «Vorlesungen» und an Nägelis Projekt, eine Partitur der h-Moll-Messe von Bach herauszugeben.

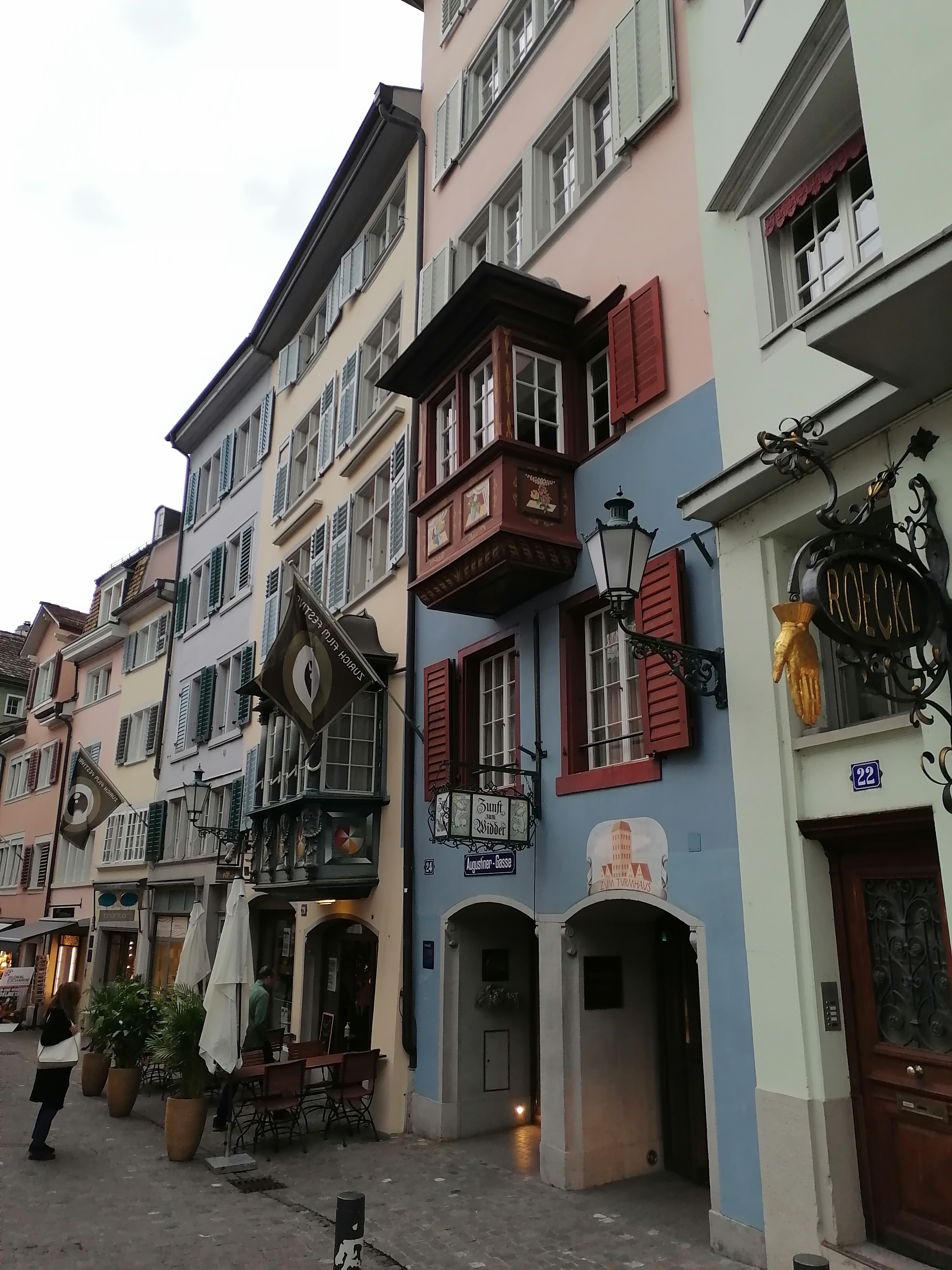
Wohnhaus in der Augustinergasse 24 in Zürich

1805 gründete Nägeli mit dem Zürcherischen Singinstitut eine Volks-Chorschule, aus welcher 1810 der weltweit erste Männergesangverein hervorging. 1808 gründete er zusammen mit Jost Bernhard Häfliger die Schweizerische Musikgesellschaft. Zahlreiche Vortragsreisen in Süddeutschland 1823/24 führten zur Gründung der ersten deutschen Gesangsvereine. Nägeli gehört zu den frühen Exponenten der 1812 gegründeten Allgemeinen Musik-Gesellschaft Zürich. Hans Georg Nägeli war einer der führenden Schweizer Geistesgrößen seiner Zeit. 1833 wurde er mit der Ehrendoktorwürde der Universität Bonn ausgezeichnet.
1848 erhielt Johann Jakob Oechslin von den schweizerischen Sängervereinen den Auftrag, zu Ehren von Nägeli ein Denkmal zu schaffen. Die überlebensgrosse Marmorbüste wurde auf der Hohen Promenade in Zürich platziert und trägt die Jahreszahl 1847.
Sein Grab befindet sich auf dem Privatfriedhof Hohe Promenade in Zürich. Die Stadt Zürich verleiht seit 1956 die Hans-Georg-Nägeli-Medaille für Verdienste um das musikalische Schaffen. Auch in seinem Geburtsort Wetzikon wird an mehreren Stellen an den «Sängervater» erinnert, vor allem mit der Hans-Georg-Nägeli-Strasse am Guldisloo.

## Dokumente
Nägelis Nachlass wird in der Zentralbibliothek Zürich verwahrt. Briefe von ihm befinden sich im Bestand des Leipziger Musikverlages C. F. Peters im Staatsarchiv Leipzig.

## Einspielungen
- Els Biesemans, Die musikalische Welt des Hans Georg Nägeli, Toccaten von Nägeli, Waldstein-Sonate von Beethoven, Werke von Clementi. CD. SoloMusica, 2023.